# Lisa Smart
Lisa Smart est une personnalité politique britannique.

## Biographie
Lisa Smart est titulaire d'un diplôme en mathématiques de l'université de Durham et d'un MBA de la London Business School.
En 2024, elle est élue députée.